# Michele Morelli
Michele Morelli (Monteleone, 12 gennaio 1792 – Napoli, 12 settembre 1822) è stato un patriota e militare italiano nell'esercito del Regno delle Due Sicilie.
Ideò e promosse la congiura che indusse Ferdinando I a concedere la costituzione, nel 1820.

## Biografia

### La carriera militare
Nato da una famiglia benestante (suo padre Giuseppe era uditore della Calabria Ultra e tesoriere provinciale, sua madre era Orsola Coniti, di famiglia altolocata), fu avviato alla carriera militare nell'esercito borbonico, e all'età di sedici anni militò nell'esercito di Giuseppe Bonaparte; sotto Gioacchino Murat, partecipò alla campagna di Russia guadagnandosi la promozione a sottotenente.
Con il ritorno dei Borboni al trono, è inviato nel 1817, col grado di sottotenente, nel reggimento cavalleria Real Borbone di stanza a Nola, un importante caposaldo militare nella lotta al brigantaggio.
L'esperienza nell'esercito murattiano e la diffusione della carboneria incontrarono ben presto l'entusiasmo del giovane sottotenente.

### La cospirazione e la concessione della costituzione
La diffusione, nel marzo 1820, anche nel Regno di Napoli, della conquista in Spagna del regime costituzionale contribuì notevolmente ad esaltare gli ambienti carbonari e massonici. A Napoli, la cospirazione (la quale non si pose mai l'intento di destituire il re, ma solo di chiedere la costituzione) prese subito vigore e coinvolse anche degli ufficiali superiori, come il generale Guglielmo Pepe, che comandava la II Divisione nelle province di Capitanata e di Principato Ultra.
Morelli, capo della sezione della carboneria di Nola, decise di coinvolgere il proprio reggimento nella cospirazione. A lui si affiancarono Giuseppe Silvati, sottotenente al comando del IV squadrone del suo stesso reggimento, Antonio Boccia, capo della Carboneria del vesuviano, e Luigi Minichini, prete nolano dalle idee anarcoidi che gli derivavano dalla sua vicinanza ai problemi della povertà e della giustizia sociale.
La notte tra il 1° e il 2 luglio 1820, la notte di San Teobaldo di Provins, patrono dei carbonari, Morelli e Silvati diedero il via alla cospirazione disertando con circa 130 uomini e 20 ufficiali. Ben presto li raggiunse Minichini che entrò in contrasto con Morelli: il primo voleva procedere con un largo giro per le campagne allo scopo di aggiungere alle proprie file quei contadini e quei popolani che credeva attendessero di unirsi alla cospirazione; il secondo voleva puntare direttamente su Avellino dove lo attendeva il generale Pepe. Minichini lasciò lo squadrone allo scopo di seguire il proprio intento, ma dovette far ritorno poco dopo senza risultati. Il giovane ufficiale Michele Morelli, sostenuto dalle proprie truppe, procedeva verso Avellino senza incontrare per le strade l'entusiasmo delle folle che si aspettava.
Il 2 luglio, a Monteforte Irpino, grande borgo noto per la sua tradizione cospiratrice, Morelli fu accolto trionfalmente. Il giorno seguente, Morelli, Silvati e Minichini fecero il loro ingresso ad Avellino. Accolti dalle autorità cittadine, rassicurate del fatto che la loro azione non aveva intenzione di rovesciare la monarchia, proclamarono la costituzione sul modello spagnolo. Dopo di che, passò i poteri nelle mani del colonnello De Concilij, capo di stato maggiore del generale Pepe. Questo gesto di sottomissione alla gerarchia militare, provocò il disappunto di Minichini che tornò a Nola per incitare una rivolta popolare.
Il 5 luglio, Morelli entrava a Salerno, mentre la rivolta si espandeva a Napoli dove il generale Guglielmo Pepe aveva raccolto molte unità militari. Il giorno seguente, il re Ferdinando si vide costretto a concedere la costituzione. Per festeggiare la vittoria, molti cospiratori (circa 20.000 uomini) giunsero a Napoli. C'era anche Morelli alla testa del suo squadrone che nel frattempo era stato ribattezzato “Squadrone Sacro”. Morelli si ritenne soddisfatto di quell'impresa, tant'è vero che decise di non partecipare ai moti rivoluzionari di Palermo il 20 luglio 1820.

### Intervento della Santa Alleanza, fuga e cattura di Morelli
Dopo pochi mesi, le potenze della Santa Alleanza, riunite in congresso a Lubiana, decidono l'intervento armato contro i rivoluzionari che nel Regno delle Due Sicilie avevano proclamato la costituzione. Michele Morelli e Guglielmo Pepe tentano di resistere, ma il 7 marzo 1821 i costituzionalisti di Napoli comandati da Guglielmo Pepe, sebbene forti di 40.000 uomini, sono sconfitti ad Antrodoco dalle truppe austriache. Il 24 marzo gli Austriaci entrano a Napoli senza incontrare resistenza e chiusero il neonato parlamento.
Dopo un paio di mesi, re Ferdinando revocò la costituzione e affidò al ministro di polizia, il principe di Canosa, il compito di catturare tutti coloro che erano sospettati di cospirazione.
Morelli e Silvati furono costretti alla fuga e il 10 aprile si imbarcarono verso l'Albania ma una tempesta dirottò la loro imbarcazione sino a Ragusa. Di lì raggiunsero la Bosnia.
Poi, i due si divisero, e Morelli tornò in Italia, sempre da fuggiasco. Mentre si trovava tra le montagne d'Abruzzo venne assalito da alcuni banditi che lo derubarono. Arrivato al primo paese, in cerca di aiuto, incontrò i gendarmi ai quali si arrese.  Fu portato in catene, prima a San Severo, nei sotterranei di quelle che oggi sono le cantine d'Araprì, e poi a Napoli, dove, l'11 agosto, fu rinchiuso nel Forte dell'Ovo. Durante la prigionia rincontrò Silvati, catturato giorni prima.

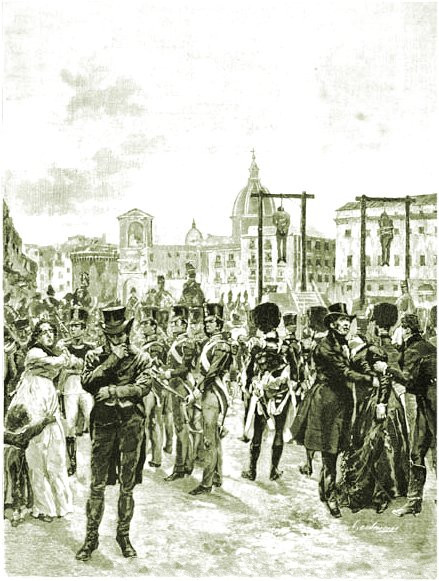
Napoli, 12 settembre 1822. Giuseppe Silvati e Michele Morelli vengono impiccati in seguito alla repressione dei moti carbonari napoletani, illustrazione di Edoardo Matania

Il processo iniziò nel maggio 1822, presso la Gran Corte Speciale di Napoli nella Vicaria di Castel Capuano. Morelli e Silvati furono accusati di “misfatto di cospirazione”, reato molto grave in quei tempi. L'inevitabile condanna a morte fu eseguita per impiccagione il 12 settembre 1822.
Il corpo di Morelli, che aveva rifiutato i conforti religiosi, fu gettato in una fossa di calce viva.
Dal sacrificio dei cospiratori del 1820 trassero forza le successive azioni del 1831-33.